# Wapen van Makkum

Wapen van Makkum

Het wapen van Makkum is het dorpswapen van het Nederlandse dorp Makkum, in de Friese gemeente Súdwest-Fryslân. Het wapen werd in de huidige vorm in 1968 geregistreerd.

## Geschiedenis
Makkum is een van de Friese dorpen waarvan een oud dorpswapen is overgeleverd. Het wapen komt in verschillende vormen voor. Zo diende het wapen als basis voor het embleem van Nederlandse mijnenjager Zr.Ms. Makkum (1985). Hierop is de zeemermin over alles heen afgebeeld. Hoewel Makkum wel als een vlek geclassificeerd wordt, wordt het schild niet gedekt door een zogenaamde "vleckekroon", welke veelal aan deze plaatsen toegekend wordt. Makkum zou eerder ook een wapen gehad hebben met een staand hert. Dit wapen raakte echter in onbruik.

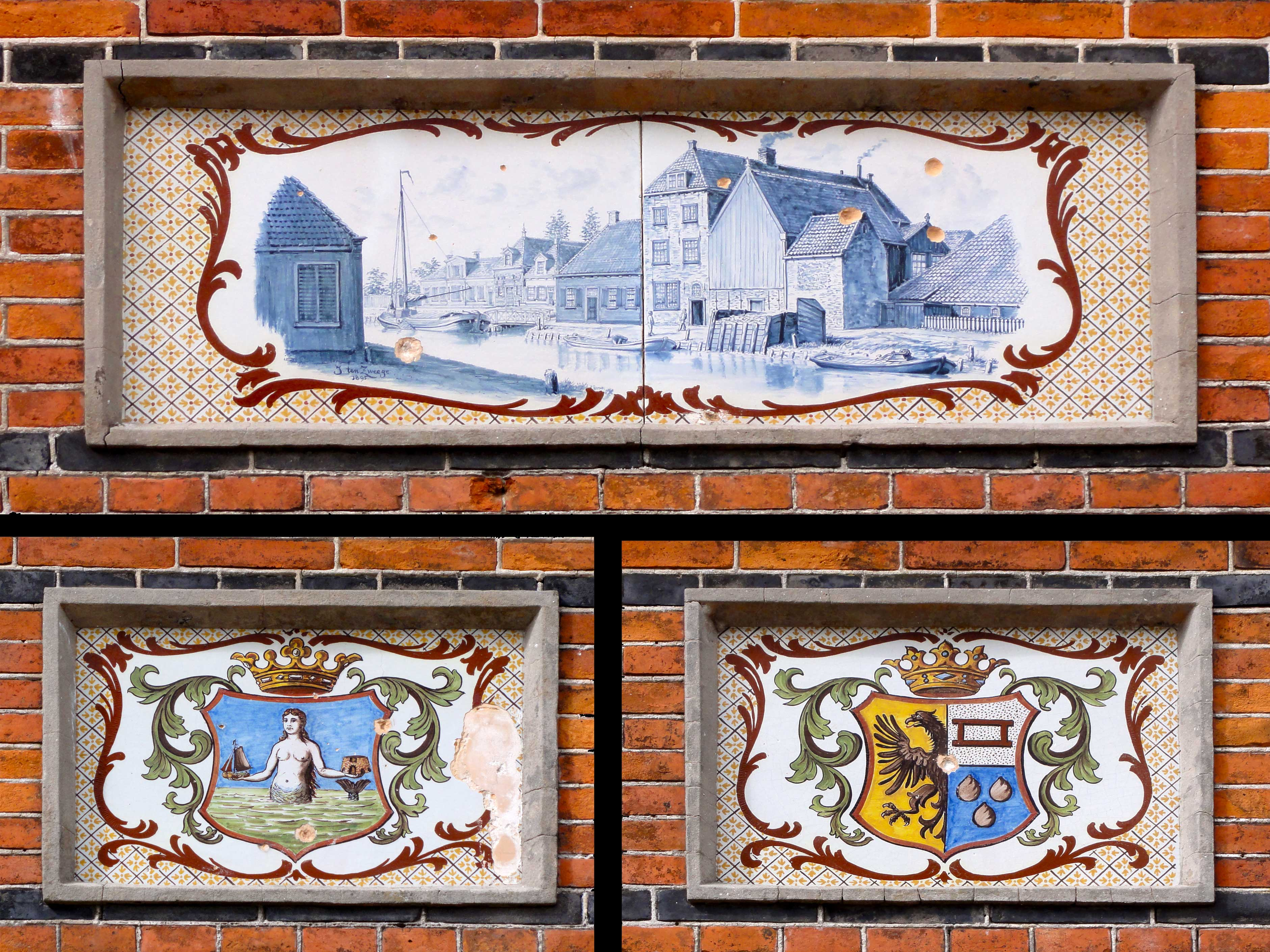
Wapen van Makkum (linksonder) op het Pothuis te Makkum.
Embleem van het schip Zr.Ms. Makkum (1985).

## Beschrijving
Het wapen wordt als volgt omschreven:
Het wapen van Makkum vertoont een blauw schild, waarop een gouden zeemeermin oprijzende uit een groene zee, in de rechter hand een zilveren zeilschip en in de linkerhand een zilveren kalkoven dragende.
De heraldische kleuren zijn: azuur (blauw), sinopel (groen) en zilver (zilver). 

## Symboliek
- Zeemeermin: teken van de scheepvaart.[4]
- Schip: verwijst naar de visserij.[3]
- Kalkoven: kalkbranderijen vormden een belangrijk middel van bestaan. Makkum zou in 1622 honderd kalkovens gehad hebben.[5]

## Vergelijkbaar wapen

Wapen van Uithuizermeeden

## Zie ook

Vlag van Makkum